# La biccia giusta
La biccia giusta è un singolo del gruppo rap italiano Sottotono, pubblicato nel 1995 dall'etichetta Vox Pop e distribuito dalla Flying Records.
Il brano contiene un campionamento del singolo Let Me Ride di Dr. Dre.

## Tracce
1. La biccia giusta (Versione nuova) – 5:23
2. La biccia giusta (Corta per le radio) – 3:40
3. Ttochemihade (Remix Tosto) – 3:41
4. La biccia giusta (Originale) – 4:35

## Crediti
Crediti adattati dal singolo.
Reprodotto e remixato da Fish al Bips Studio, febbraio 1995
- Tormento, Nega – rapping
- Fish – campionatore, drum machine
- DJ Irmu – giradischi
- Carlo Schivo – tastiere addizionali
- David Serni – fotografie
- Giacomo Spazio – cover design